# Chilmark, Massachusetts
Chilmark är en kommun (town)  på ön Martha's Vineyard i Dukes County i delstaten Massachusetts, USA med 1 212 invånare (2020). Den har enligt United States Census Bureau en area på 260,1 km² varav 210,8 km² är vatten.

## Kända personer från Chilmark
- Timothy Fuller, advokat och politiker